# Сиськи и Драконы
«Сиськи и Драконы» (англ. Titties and Dragons) — 9 эпизод 17 сезона (№ 246) сериала «Южный парк», премьера которого состоялась 4 декабря 2013 года в США на канале Comedy Central. Эпизод является продолжением «Песнь зада и пламени» и заключительной частью трилогии про Чёрную пятницу.

## Сюжет
Грузовой корабль Microsoft пытается перекрыть путь кораблям Sony, однако появившаяся «принцесса Кенни» своей красотой одолевает экипаж Microsoft.
Поскольку «PSников» становится всё больше и больше, Кайл придумывает свой план, чтобы их одолеть. Затем армия «Xbox-ников» во главе с Картманом сдаётся и просит Стэна разрешить им перейти на их сторону, чтобы вместе получить PS4. Как раз в это время Стэн придумывает, как им проникнуть в Торговый центр, когда начнётся чёрная пятница: захватить ресторан «Красная птичка», который сообщается прямо с Торговым центром. Чтобы захватить «Красную птичку», Картман предлагает арендовать ресторан якобы для свадьбы Тома Хэнкса и Бейонсе.
Во время прогулки по саду Андроса со Стэном, Картман предлагает ему, когда всё начнётся, держаться подальше от двери, чтобы во время столкновения остальных ребят с разъяренной толпой покупателей незаметно прорваться в магазин и купить приставки. Однако в этот момент злой хозяин сада, которому надоело, что Картман всё время гуляет в его саду, говорит Стэну, что Картман его обманывает, и, когда начнётся чёрная пятница, «Xboxники» запрут «PSников» в «Красной птичке», а сами купят себе Xbox. Тут же выясняется, что это была идея Кайла. Стэн сильно расстраивается. Тогда Картман гадит в саду и сваливает это на Стэна, из-за чего Шэрон Марш помещает последнего под домашний арест. Кайл, узнав об этом, идёт к Стэну и пытается помириться, но Стэн его прогоняет.
Тем временем Джордж Р. Р. Мартин, которому доверили перерезать красную ленточку на открытии Торгового цента в Чёрную пятницу, вместе с Баттерсом и Скоттом прибывает в Южный Парк, но вместо того, чтобы перерезать ленточку, он начинает рассказывать покупателям про свой Половой член. В это время в соседней «Красной птичке» Картман и его люди готовятся запереть там «PS-ников». Но внезапно по сигналу Кайла, испытывающего муки совести за предательство Стэна, «PS-ники» схватывают «Xbox-ников» и Кайл объявляет, что битва окончена. Но тут в ресторане появляются Билл Гейтс и глава Sony, которых привёл сбежавший из дома Стэн. Стэн говорит ребятам, что это не их война, а война двух компаний, которым она нужна для рекламы своего товара. После приказа Стэна начать драку Билл Гейтс и глава Sony вступают в рукопашный бой.
В это время один из покупателей, которому надоел Джордж Мартин, перелезает через красную ленточку и ножом отрезает тому член, после чего взбешённая толпа вламывается в магазин, громя всё на своём пути и прорывая хрупкую оборону охранников во главе с Рэнди. Множество людей погибает.
Тем временем Билл Гейтс жестоко избивает, а затем и вообще убивает главу Sony, после чего говорит детям идти покупать Xbox-ы. В этот момент в ресторан вбегает запыхавшийся Рэнди и сообщает, что битва окончена и можно идти делать покупки. Ребята спокойно идут и покупают долгожданные приставки Xbox One, после чего играют в них; даже «PS-ники» признают её. Однако внезапно расстроенный Картман приглашает ребят на улицу и говорит, что ему до сих пор не по себе от того, что Гейтс убил главу Sony, и напоминает ребятам, что всю эту неделю они обходились без видеоигр и у них были экшн, битва, романтика, и что они так упёрлись в видеоигры, что забыли, что для игр им нужны самые простые вещи. Ребята его поддерживают. Эпизод завершается фразой Картмана «В жопу видеоигры» и анонсом видеоигры South Park: the Stick of Truth.